# Jean-Paul Pelletier
Jean Paul Pelletier, né à Moncton, Nouveau-Brunswick, est un homme politique et policier canadien.

## Biographie

### Carrière
Il est maire de Sherbrooke de 1982 à 1990.
En 1990, il est battu aux élections en tant que maire sortant,. 